# Germaine de Foix
 (avril 2025).
Si vous disposez d'ouvrages ou d'articles de référence ou si vous connaissez des sites web de qualité traitant du thème abordé ici, merci de compléter l'article en donnant les références utiles à sa vérifiabilité et en les liant à la section « Notes et références ».
Germaine de Foix, née en 1488 à Foix et morte le 15 octobre 1536, à Llíria (royaume de Valence), est reine d'Aragon, de Majorque, de Valence, de Sicile et de Naples et comtesse de Barcelone de 1505 à 1516. Elle est la fille de Jean de Foix (comte d'Étampes et vicomte de Narbonne) et de Marie d'Orléans (sœur du roi de France Louis XII).

## Biographie

### Mariage
Le 19 octobre 1505, âgée de 17 ans, elle se marie avec Ferdinand II d'Aragon, âgé de 53 ans, veuf d'Isabelle la Catholique depuis moins d'un an. Après la dispense accordée par Louis II d'Amboise, évêque d'Albi, la noce est célébrée, au château de Blois conformément aux accords de paix signés entre Louis XII et Ferdinand dans le traité de Blois de 1505. Le roi de France cède à sa nièce les droits dynastiques sur le royaume de Naples et lui concède le titre de roi de Jérusalem, droits qui doivent revenir à la France si le mariage reste sans descendance. En échange, le Roi Catholique s'engage à désigner comme héritier le possible fils de ce mariage. La célébration de ces noces provoquent la colère des nobles de Castille, les voyant comme une manœuvre de Ferdinand pour empêcher que Philippe le Beau et Jeanne la Folle héritent de la Couronne d'Aragon.
Le 3 mai 1509 naît le premier fils, Jean, dont la naissance suppose la séparation des royaumes de Castille et d'Aragon, mais il meurt au bout de quelques heures.

### Reine fictive de Navarre
Le père de Germaine avait longtemps contesté à ses neveux François Fébus puis Catherine la succession au trône de Navarre d'abord du fait qu'il était l'aîné des fils vivants de la reine Éléonore, puis que les filles se trouvaient être exclues de la ligne de succession. Le fait d'être devenu le beau-frère de Louis XII lui permit de faire valoir ces prétentions infondées. Les pseudo droits à la succession de Navarre étaient passés à Gaston, jeune frère de Germaine. À partir de 1505, Louis XII, n'ayant toujours pas d'héritier masculin, réactiva le procès de succession dans le but évident d'assurer un trône à son neveu. Ferdinand et Germaine suivaient cette affaire de loin jusqu'à la mort inopinée de Gaston à Ravenne (11 avril 1512). L'idée de revendiquer la Navarre avait dû germer depuis longtemps dans l'esprit de Ferdinand (son père Jean II avait longtemps contrôlé ce royaume). La mort prématurée de Gaston sans descendance faisait donc de son épouse Germaine l'héritière de ses prétentions. La guerre en Italie retenant l'attention des belligérants, Ferdinand ordonne dès juillet l'attaque de la Navarre sous prétexte d'alliance avec Louis XII. La surprise en Navarre est totale et tout le royaume est occupé en quelques semaines par Fadrique Álvarez de Toledo. Ferdinand donne un semblant de justification en invoquant entre autres les droits de son épouse. Mais Germaine non seulement ne reçoit pas la possession effective de la Navarre, mais en plus elle constate que ce royaume, au lieu d'être rattaché à la couronne d'Aragon, est bel et bien solennellement remis en juillet 1515 par Ferdinand à la couronne de Castille où règne fictivement sa fille Jeanne la Folle. Dans son testament Ferdinand prive Germaine de la succession de Navarre.

### Reine douairière d'Aragon
Le 23 janvier 1516, Ferdinand meurt après avoir pâti de problèmes de santé au cours des deux années précédentes, dont l'origine serait la prise d'herbes lui permettant d'espérer une descendance de Germaine. Il lui laisse dans son testament des rentes annuelles de plus de 50 000 florins, un usufruit de veuvage qui serait annulé en cas de remariage. Dans sa dernière lettre à son petit-fils Charles (le futur Charles Quint), Ferdinand lui recommande de ne pas abandonner sa veuve et de s'assurer du respect de son testament. Après le décès de son mari, Germaine part vivre en Castille.
À son arrivée en Espagne en 1517, Charles Ier d'Espagne, âgé de 17 ans, rencontre l'épouse de son grand-père, Germaine de Foix, âgée de 29 ans, une femme discrète et affectueuse qui ne souffre pas encore de problèmes d'obésité. Lors de leur première entrevue à Valladolid, il se montre fort affable envers elle et organise des tournois et des banquets en son honneur. Rapidement survient entre eux une relation amoureuse passionnée, de laquelle naît une fille, Isabelle, et à laquelle, bien que jamais reconnue officiellement, Germaine de Foix se réfère dans son testament comme l'Infante Isabelle et à son père comme l'empereur. L'enfant réside et est éduquée à la Cour de Castille.

### Second mariage
En 1519, Germaine de Foix accompagne Charles et la sœur de ce dernier, Éléonore de Habsbourg, à Saragosse et à Barcelone pour l'assemblée des Cortes et le serment du roi. C'est là-bas qu'est décidé, pour améliorer l'image du futur empereur dans l'opinion publique, le mariage de Germaine de Foix avec Jean, marquis de Brandebourg, de la suite personnelle de Charles, qui met ainsi fin à sa liaison avec la veuve de son grand-père. Charles la nomme vice-reine et lieutenant général du royaume de Valence, le marquis de Brandebourg étant nommé capitaine général du royaume.
Mais Germaine est bientôt de nouveau veuve et l'empereur organise un nouveau mariage avec Ferdinand d'Aragon, duc de Calabre. Charles nomme les époux vice-rois et lieutenants généraux de Valence, où, face au banditisme et aux luttes internes, à la piraterie venant d'Afrique du Nord, à l'endettement des nobles et à la rébellion des morisques, ils exercent un gouvernement autoritaire et répressif. Durant son mandat, Germaine de Foix ordonne une persécution féroce contre les agermanats, dont les biens sont confisqués, et entreprend un processus de reféodalisation.

### Décès
Germaine de Foix meurt à Llíria à l'âge de 48 ans. Elle est enterrée au monastère de San Miguel de los Reyes, à Valence.

### Sources et bibliographie
- (es) Cet article est partiellement ou en totalité issu de l’article de Wikipédia en espagnol intitulé « Germana de Foix » (voir la liste des auteurs).
- (ca) Jaume Sobrequés i Callicó et Mercè Morales i Montoya, Contes, reis, comtesses i reines de Catalunya, Barcelone, Editorial Base, coll. « Base Històrica » (no 75), avril 2011, 272 p. (ISBN 978-84-15267-24-9), p. 184-185